# Jil FM
Jil FM est une station de radio algérienne généraliste d'expression arabe, berbère et français qui fait partie de l'organisme Radio algérienne. 

## Présentation et Histoire
Elle s'adresse aux jeunes de 14 à 39 ans. 
Elle a commencé à diffuser ses programmes sur les ondes algériennes le dimanche 15 janvier 2012 vers 9h00 du matin. Le signal de départ de la transmission des émissions de cette chaîne a été donné par plusieurs ministres qui étaient présents à la cérémonie d’inauguration. Jil Morning étant la première émission à être diffusée sur Jil FM.
Deux nouvelles webradios de Jil FM ont été lancées le samedi 3 mai 2014 : Jil FM Musique ; diffuse de la musique arabe et occidentale en continu et Jil FM Web ; une nouvelle webradio de Jil FM avec des émissions culturelles variées.

## Organisation

### Directeurs
- 15 janvier 2012 - 23 janvier 2019 : Mourad Oudahi

## Fréquences
- 94,7 MHz : Régions centrales
- 549 kHz : Les Trembles (Sidi Hamadouche) (600 kW)

## Émissions
La station de radio propose des programmes musicaux, informels, culturels et pédagogiques.
| Jour                    | Heure          | Émission             |
| ----------------------- | -------------- | -------------------- |
| Du dimanche au jeudi    | 7 h à 10 h     | Jil Morning          |
| Samedi                  | 22 h à minuit  | Electro Jil          |
| Lundi et mercredi       | 12 h à 13 h 15 | Visa lil Moustakbal  |
| Vendredi et samedi      | 20 h à 22 h    | La Mission Diallkoum |
| Du dimanche au mercredi | 16 h à 18 h    | H'tal Team           |
| Du dimanche au mercredi | minuit à 2 h   | El Hissa             |